# 互联网低比特率编解码器
互联网低比特率编解码器，或称互联网低码率编解码器（Internet Low Bitrate Codec，iLBC）是一个开源的買斷式授權的窄带语音音频编码格式编解码器及参考实现，由Global IP Solutions（GIPS）开发（前身为Global IP Sound，2011年被Google公司收入囊中）。它以前是限制商业使用的免费软件，但从2011年开始，它可用于自由软件/开源许可（3BSD许可证）——作为WebRTC开源项目的一部分。它适合用于VoIP应用程序、流媒体音频，以及文档和消息通信。该算法是一个线性预测编码的独立块版本，选择了长度20、30毫秒的数据帧。编码的块必须封装在一个合适的传输协议中，通常是实时传输协议（RTP）。
iLBC能以良好的语音质量处理丢帧。丢帧通常因连接丢失或者IP数据包延迟而发生。普通的低码率编解码器依赖语音帧之间的关系，这会导致数据包丢失或延迟时出错。与此相反，iLBC编码的语音帧是相互独立的，所以不会遇到此问题。
iLBC定义于RFC 3951。它被许多软件用作编解码器，包括：Gizmo5、WebRTC、Ekiga、Google Talk、Maemo Recorder （于Nokia N800/N810）、Polycom IP Phone、QuteCom、Tuenti, Yahoo! Messenger、Ooma等。
iLBC于2002年提交IETF，并于2004年发布最终规范。

## 参数和特性
- 采样率8 kHz/16 bit（20毫秒帧160采样，30毫秒帧240采样）
- 可控的响应丢包、延迟和抖动
- 固定码率（20毫秒帧15.2 kbit/s，30毫秒帧13.33 kbit/s）
- 固定帧大小（20毫秒帧每块304比特，30毫秒帧每块400比特。
- 鲁棒性类似有packet loss concealment（英语：packet loss concealment）的脈衝編碼調變（PCM），类似ITU-T G.711
- CPU负载类似G.729A，有更高的基本质量和更好的抗丢包响应
- 買斷式授權
- 从2011年开始，它可以在开源许可（3BSD许可证）下作为开源WebRTC项目的一部分。[5] （在以前商业性使用GIPS提供的源代码需要一份许可[10])
- PSQM（英语：PSQM） testing under ideal conditions yields mean opinion scores（英语：Mean opinion score） of 4.14 for iLBC (15.2 kbit/s), compared to 4.3 for G.711 (µ-law)